# SIGKILL
SIGKILL é um sinal conhecido por um processo informático em sistemas operativos POSIX.
SIGKILL é uma constante numérica definida em signal.h, que pode variar em diversos sistemas. Este sinal causa uma terminação do processo, que não pode ser ignorada (ao contrario de SIGTERM).
As raras ocasiões em que um SIGKILL pode ser ignorado são:
- Por processos zombie.
- Por processos no estado Blocked
- Pelo processoinit, que é encarregado de chamar todos os outros depois do arranque do núcleo Linux